# 世界Cosplay高峰會

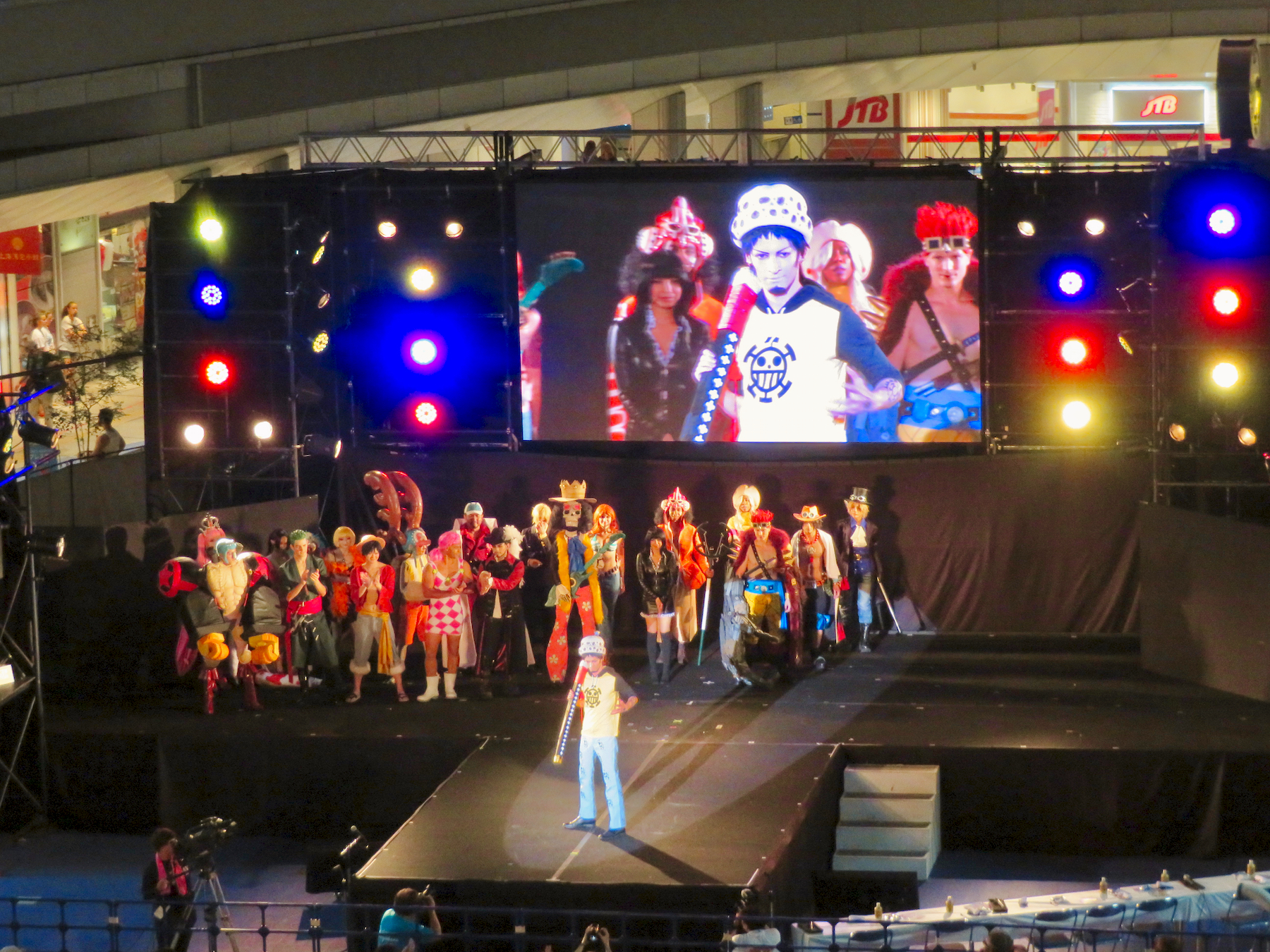
2019世界Cosplay高峰會「海賊王Cosplay王大獎賽」頒獎典禮現場

世界Cosplay高峰會（日語：世界コスプレサミット，簡稱WCS），是2003年起源於日本的Cosplay賽事，由世界Cosplay高峰会执行委员会（日語：世界コスプレサミット実行委員会）举办的最大的Cosplay活动。它的目的是促进日本和世界各地Cosplay玩家之间的交流，认识日本漫画的流行。随着活动的举办，参与国家越来越多，来自世界各地的媒体对此进行了报道。
2003年，愛知電視台舉辦首次世界Cosplay高峰會。2006年起，日本外務省成為世界Cosplay高峰會的後援，繼而在2009年起成为执行委员会成员。自2006年以来，外務省都颁授「外務大臣賞」予此活動。2009年，「世界Cosplay高峰會實行委員會」（日語：世界コスプレサミット実行委員会）成立，成員為外務省、名古屋市、名古屋觀光會議協會、愛知電視台、中部國際機場公司、大須商店街聯盟。2012年，株式会社WCS加入世界Cosplay高峰會實行委員會，并自2013年起成为活动的主办方。现在，执行委员会主席是在2003年创立该活动的小栗德丸（日語：小栗徳丸）。

## 歷史
2003年
10月12日，首次舉辦了「2003年世界Cosplay高峰會」，場地位於名古屋市中區大須·Rose Court酒店。大會邀請了來自義大利、德國和法國三個國家的五名海外Cosplay玩家，由各國代表進行座談會、拍攝會和交流會等活動。活動引起了國內外的關注。
2004年
8月1日，舉辦了「2004年世界Cosplay高峰會」。有來自4個國家的8名海外Cosplay玩家參加。場地位於大須。在愛知電視臺內的Studio Kai中，由代表國家的參與者介紹Cosplay的情況並進行討論。同時進行了拍攝會和交流會。在名古屋大須商店街——被稱為「無論是神社、寺廟、電子商務街和年輕人到老年人，都一起參加的商店街」，100名Cosplay玩家參加了首次「大須Cosplay遊行」。
2005年
7月31日和8月7日，「世界Cosplay高峰會2005」在「愛・地球博」EXPO巨蛋舉辦。首次舉行了「世界Cosplay錦標賽」，參加者來自7個國家。在3,000名觀眾的注視下，進行了表演比賽，最終意大利代表獲得了總冠軍。主持人是篠原友江，而副主持人是聲優古谷徹，他以《機動戰士高達》的阿寶·尼爾扮相亮相，此後作為副主持人出現在錦標賽中。
2006年
8月5日和6日，「世界Cosplay高峰會2006」在名古屋市東區東櫻的Oasis 21舉行。外務省和国土交通省提供支援，來自9個國家的Cosplayer參加了活動。在「世界Cosplay錦標賽」中，首次參加的巴西代表獲得了冠軍。
2007年
8月4日和5日，「世界Cosplay高峰會2007」在Oasis 21（日語：オアシス21）舉辦。藝人中川翔子被任命為Cosplay親善大使，並與各國代表一起訪問了外務省和愛知縣廳。墨西哥、韓國和丹麥的加入，使參加的國家數目擴展到了12個。在吸引了10,000名觀眾的「世界Cosplay錦標賽」上，法國代表首次獲勝。
2008年
8月2日和3日，「世界Cosplay高峰會2008」在Oasis 21舉行。特邀評論員加藤夏希和各國代表一起訪問了外務省。共有來自13個國家的Cosplayer參加。在「大須Cosplay遊行」上，聚集了300名Cosplayer，形成了長達100米的隊列。在「世界Cosplay錦標賽」中，巴西代表第二次奪冠。
2009年
8月1日至3日，「世界Cosplay高峰會2009」在名古屋市舉行。本年度有澳大利亞和芬蘭加入，共有30名Cosplayer來自15個國家參加。名古屋市市長河村隆之參加了8月1日上午在錦通舉行的遊行。這年的比賽中，冠軍賽和日本代表選拔賽在同一天8月2日先在SUNSHINE SAKAE舉行，然後在Oasis 21舉行決賽。在錦標賽中，日本代表以《戰國BASARA》Cosplay首次奪冠。再度於8月3日在名古屋大學舉辦了自2004年以來的座談會。
2010年
7月31日至8月1日舉行了「世界Cosplay高峰會2010」，共有來自15個國家的30名Cosplayer參加。這年的冠軍賽吸引了15000名觀眾，意大利代表的兩人以《薩爾達傳說》Cosplay和電子技術為觀眾帶來了高潮。
2011年
8月6日至7日舉行了「世界Cosplay高峰會2011」，來自17個國家的Cosplayer在世界Cosplay冠軍賽2011上進行表演，巴西代表的Mauricio兄妹成為了世界冠軍。這兩人在2006年之後再次獲得了世界冠軍，巴西在2006年和2008年之後第三次獲得了冠軍。
2012年
8月4日至5日舉行了「世界Cosplay高峰會2012」，這是一個10周年紀念活動，英國、俄羅斯、印度尼西亞加入了參加國，香港、台灣也成為觀察國，總共有22個國家和地區參加。此外，還舉行了動畫歌曲的現場演唱會等活動以慶祝10周年紀念。在世界Cosplay冠軍賽中，日本代表在2009年之後再次獲得了冠軍。
2013年
8月2日至3日舉行了「世界Cosplay高峰會2013」，越南和菲律賓新加入了作為觀察國，總共有24個國家和地區參加。活動由當地和海外志願者共同協作自2009年開始舉辦，並成立了同樣是志願者組織的招待學生執行委員會。這年，活動脫離了過去10年由愛知電視台愛知事業部的主辦，首次由獨立公司運營。
2014年
7月26日至8月3日舉行了「世界Cosplay高峰會2014」，新加入的觀察國包括科威特和葡萄牙，總共有26個國家和地區參加。客群動員數在全球超過120萬人。在中部國際機場舉辦了開幕活動。8月1日，前夜祭在名古屋市公會堂舉辦，名為「NAGOYA動畫歌曲節2014」（是收費活動），有藍井艾露，奧井雅美，LiSA，May'n等人亮相。此外，第一次在室內（愛知藝術文化中心音樂廳）舉行錦標賽。作為過去錦標賽場地的Oasis 21也有被使用，並舉行了特別節目，如觀賞冠軍賽的現場直播等，吸引了眾多觀眾和Cosplayer。
2015年
7月25日至8月2日，舉辦了「世界Cosplay高峰會2015」。加拿大和瑞典成為新的參觀國，共有28個國家和地區參加。在愛知縣蒲郡市海陽町的Laguna Ten Bosch（日語：ラグーナテンボス）舉行了開幕典禮，並舉行了通宵的Cosplay音樂節。在博物館明治村舉辦了開村50周年紀念Cosplay活動。錦標賽方面，這年在愛知藝術文化中心大廳舉行，比去年更大規模。在「Nagoya Anison Festival 2015」上邀請了GARNiDELiA和分島花音等嘉賓，並在錦標賽的隔日舉行。 Oasis 21一如既往地作為場地，吸引了眾多觀眾和Cosplayer，舉辦了特別節目，如觀賞冠軍賽的現場直播等。
2016年
參與國家從去年的26個增加到30個（其中2個是去年預選），創下史上最多的參與國家。在8月6日和7日的兩天裏，在名古屋舉行了「2016年世界Cosplay高峰會錦標賽」。由於參賽國家增加，錦標賽也變成了兩天的活動，第一天有30個國家參加第一輪，18個國家晉級到決賽日，再次展示Cosplay表演的世界第一。像去年一樣，在Laguna Ten Bosch舉辦了通宵的Cosplay音樂節，並在博物館明治村和Blue Leman Nagoya婚禮場地舉行了Cosplay活動。「Nagoya Anison Festival 2016」第三次舉辦，名古屋城會場也安排了日程，活動上有Ray、黑崎真音、AKINO with bless4、ELISA、MICHI、岸田教團&THE明星Rockets、ChouCho等眾多藝術家亮相。此外，Nikon贊助了名為「Real Cosgenic Lesson'16」的攝影空間，在久屋大通公園邀請了導師攝影師進行特別的授課。
2017年
繼總務省東海綜合通信局·東海電視台主辦的街頭Cosplay活動「SAKAE Cosplay Festival」（以2016年結束）之後，接手了主辦「HokoCos」活動，並因好評而在秋季也舉辦。
從2017年4月9日開始，由萬代影視和世界Cosplay高峰會聯合製作的原創動畫作品《ID-0》開始播出。
2018年
原定於7月28日舉行的「LagCos」活動因颱風12號的影響而延期至9月15日。
創立了新部門Cosplay Championship的線上比賽「WCS Photo Championship」和「WCS Video Championship」，並且由每個獲獎者擔任冠軍賽的評審。此外，由於2017年秋季開始服務的遊戲《碧藍航線》的人氣高漲，運營方也舉辦了官方Cosplay比賽。然而，這一年遭遇了炎熱的天氣，8月5日名古屋市的氣溫達到了39.9℃。
2019年
6月8日，在東京鐵塔舉辦了「Cosplay de 海垃圾 Zero 大作戰」。
7月27日至28日，在東京巨蛋城舉行了「世界Cosplay高峰會 in TOKYO」，8支勝出「世界Cosplay錦標賽 TOKYO ROUND」的隊伍進入了名古屋的「世界Cosplay錦標賽 The FINAL」。
為紀念電視動畫《ONE PIECE》播出20周年，與集英社和東映動畫一起舉辦了以《ONE PIECE》為主題的Cosplay比賽「ONE PIECE Cosplay King Grand Prix」。8月3日，在Oasis 21的特設場地上，來自國內外的精選Cosplayer 聚集在一起，選出了Grand Prix得主。
2020年
由於新冠疫情的全球大流行，以世界Cosplay錦標賽和Oasis 21為主的活動被取消，改為在線上24小時直播的活動舉行。
因南大津通步行天國活動被取消，「HokoCos」活動也被取消。
9月12日，在東京鐵塔舉行了「Cosplay de 海垃圾 Zero 大作戰」。11月28日舉行了「LagCos」活動。
在新冠疫情的情況下，透過Kickstarter進行了群眾募資，最終總共招募了1,256名支持者，成功籌集了11,025,015日元的資金。
2021年
由於新冠疫情的全球大流行仍在持續，「世界Cosplay錦標賽」將進行各國和地區的視頻審查等在線活動，同時也舉辦現場活動，進行現場和線上的混合活動。
2020年以後，由於南大津通步行天國被取消的影響，「HokoCos」活也因此取消。
作為2020年眾籌回報企劃的一部分，由支持者的照片製作的馬賽克畫於2021年5月21日在中部國際機場展出。
本來計劃會前往現場的市長河村隆之，因為自己引起的不祥事件（咬2020年東京奧運會金牌的行為）而辭職，由副市長廣澤一郎代表出席。
2022年
「世界Cosplay錦標賽」正式重啟。
繼2021年，南大津通的步行天國春季活動再次被取消，秋季步行天國也因未得到南大津通商店街促進組合的同意而被取消，「HokoCos」也因此完全取消。
2023年
8月4日至6日

## 華語圈參賽
中國自2005年起成為參賽國，香港與台灣則自2012年開始加入觀察國，並於2014年成為正式參賽國。當中台灣以「Taiwan」名義與中華民國國旗出賽，並於2014年5月11日在新竹縣政府文化局演藝廳舉辦「台灣超級COSPLAY慶典」作為台灣區預賽。

## 參賽國家或地區
粗體表示首次参加的國家或地區。
| 舉辦年份、日期 | 舉辦年份、日期 | 會場                 | 數量     | 參加國家或地區 |          |
| -------------- | -------------- | -------------------- | -------- | --- | -------- |
| 2003年         | 10月12日       | Rose Court酒店       | 4        | 德國、 法國、 意大利、 日本 |          |
| 2004年         | 08月01日       | 大須商店街           | 5        | 德國、 法國、 意大利、 日本、 美國 |          |
| 2005年         | 07月31日       | 大須商店街           | 7        | 中國、 法國、 德國、 意大利、 日本、 西班牙、 美國 |          |
| 2005年         | 08月07日       | EXPO巨蛋             | 7        | 中國、 法國、 德國、 意大利、 日本、 西班牙、 美國 |          |
| 2006年         | 08月05日       | 大須商店街           | 9        | 巴西、 中國、 法國、 德國、 意大利、 日本、 新加坡、 西班牙、 泰國 |          |
| 2006年         | 08月06日       | Oasis 21             | 9        | 巴西、 中國、 法國、 德國、 意大利、 日本、 新加坡、 西班牙、 泰國 |          |
| 2007年         | 08月04日       | 大須商店街           | 12       | 巴西、 中國、 丹麥、 法國、 德國、 意大利、 日本、 墨西哥、 新加坡、 韓國、 西班牙、 泰國 |          |
| 2007年         | 08月05日       | Oasis 21             | 12       | 巴西、 中國、 丹麥、 法國、 德國、 意大利、 日本、 墨西哥、 新加坡、 韓國、 西班牙、 泰國 |          |
| 2008年         | 08月02日       | 大須商店街           | 13       | 巴西、 中國、 丹麥、 法國、 德國、 意大利、 日本、 墨西哥、 新加坡、 韓國、 西班牙、 泰國、 美國 |          |
| 2008年         | 08月03日       | Oasis 21             | 13       | 巴西、 中國、 丹麥、 法國、 德國、 意大利、 日本、 墨西哥、 新加坡、 韓國、 西班牙、 泰國、 美國 |          |
| 2009年         | 08月01日       | 大須商店街           | 15       | 澳大利亞、 巴西、 中國、 丹麥、 芬蘭、 法國、 德國、 意大利、 日本、 墨西哥、 新加坡、 韓國、 西班牙、 泰國、 美國 |          |
| 2009年         | 08月02日       | Oasis 21             | 15       | 澳大利亞、 巴西、 中國、 丹麥、 芬蘭、 法國、 德國、 意大利、 日本、 墨西哥、 新加坡、 韓國、 西班牙、 泰國、 美國 |          |
| 2010年         | 07月31日       | 大須商店街           | 15       | 澳大利亞、 巴西、 中國、 丹麥、 芬蘭、 法國、 德國、 意大利、 日本、 墨西哥、 新加坡、 韓國、 西班牙、 泰國、 美國 |          |
| 2010年         | 08月01日       | Oasis 21             | 15       | 澳大利亞、 巴西、 中國、 丹麥、 芬蘭、 法國、 德國、 意大利、 日本、 墨西哥、 新加坡、 韓國、 西班牙、 泰國、 美國 |          |
| 2011年         | 08月06日       | 大須商店街           | 17       | 澳大利亞、 巴西、 中國、 丹麥、 芬蘭、 法國、 德國、 意大利、 日本、 馬來西亞、 墨西哥、 紐西蘭、 新加坡、 韓國、 西班牙、 泰國、 美國 |          |
| 2011年         | 08月07日       | Oasis 21             | 17       | 澳大利亞、 巴西、 中國、 丹麥、 芬蘭、 法國、 德國、 意大利、 日本、 馬來西亞、 墨西哥、 紐西蘭、 新加坡、 韓國、 西班牙、 泰國、 美國 |          |
| 2012年         | 08月04日       | Oasis 21             | 22       | 澳大利亞、 巴西、 中國、 丹麥、 芬蘭、 法國、 德國、 香港（觀察國）、 印尼、 意大利、 日本、 馬來西亞、 墨西哥、 紐西蘭、 俄羅斯、 新加坡、 韓國、 西班牙、 台灣（觀察國）、 泰國、 英國、 美國 |          |
| 2012年         | 08月05日       | 大須商店街           | 22       | 澳大利亞、 巴西、 中國、 丹麥、 芬蘭、 法國、 德國、 香港（觀察國）、 印尼、 意大利、 日本、 馬來西亞、 墨西哥、 紐西蘭、 俄羅斯、 新加坡、 韓國、 西班牙、 台灣（觀察國）、 泰國、 英國、 美國 |          |
| 2013年         | 08月03日       | Oasis 21             | 24       | 澳大利亞、 巴西、 中國、 丹麥、 芬蘭、 法國、 德國、 香港（觀察國）、 印尼、 意大利、 日本、 馬來西亞、 墨西哥、 紐西蘭、 菲律賓（觀察國）、 俄羅斯、 新加坡、 韓國、 西班牙、 台灣（觀察國）、 泰國、 英國、 美國、 越南（觀察國） |          |
| 2013年         | 08月04日       | 大須商店街           | 24       | 澳大利亞、 巴西、 中國、 丹麥、 芬蘭、 法國、 德國、 香港（觀察國）、 印尼、 意大利、 日本、 馬來西亞、 墨西哥、 紐西蘭、 菲律賓（觀察國）、 俄羅斯、 新加坡、 韓國、 西班牙、 台灣（觀察國）、 泰國、 英國、 美國、 越南（觀察國） |          |
| 2014年         | 08月02日       | 愛知藝術文化中心     | 26       | 澳大利亞、 巴西、 中國、 丹麥、 芬蘭、 法國、 德國、 香港、 印尼、 意大利、 日本、 科威特（觀察國）、 韓國、 馬來西亞、 墨西哥、 紐西蘭、 菲律賓（觀察國）、 葡萄牙（觀察國）、 俄羅斯、 新加坡、 西班牙、 台灣、 泰國、 英國、 美國、 越南（觀察國） |          |
| 2014年         | 08月03日       | 大須商店街           | 26       | 澳大利亞、 巴西、 中國、 丹麥、 芬蘭、 法國、 德國、 香港、 印尼、 意大利、 日本、 科威特（觀察國）、 韓國、 馬來西亞、 墨西哥、 紐西蘭、 菲律賓（觀察國）、 葡萄牙（觀察國）、 俄羅斯、 新加坡、 西班牙、 台灣、 泰國、 英國、 美國、 越南（觀察國） |          |
| 2015年         | 08月01日       | 愛知藝術文化中心     | 28       | 澳大利亞、 巴西、 加拿大（觀察國）、 中國、 丹麥、 芬蘭、 法國、 德國、 香港、 印尼、 意大利、 日本、 科威特、 馬來西亞、 墨西哥、 紐西蘭、 菲律賓、 俄羅斯、 葡萄牙、 新加坡、 韓國、 西班牙、 瑞典（觀察國）、 台灣、 泰國、 英國、 美國、 越南 |          |
| 2015年         | 08月02日       | 大須商店街           | 28       | 澳大利亞、 巴西、 加拿大（觀察國）、 中國、 丹麥、 芬蘭、 法國、 德國、 香港、 印尼、 意大利、 日本、 科威特、 馬來西亞、 墨西哥、 紐西蘭、 菲律賓、 俄羅斯、 葡萄牙、 新加坡、 韓國、 西班牙、 瑞典（觀察國）、 台灣、 泰國、 英國、 美國、 越南 |          |
| 2016年         | 08月06・07日   | 愛知藝術文化中心     | 30       | 澳大利亞、 巴西、 加拿大、 中國、 丹麥、 芬蘭、 法國、 德國、 香港、 印度、 印尼、 意大利、 日本、 科威特、 馬來西亞、 墨西哥、 紐西蘭、 菲律賓、 俄羅斯、 葡萄牙、 新加坡、 韓國、 西班牙、 瑞典、 台灣、 泰國、 英國、 美國、 越南、 瑞士 |          |
| 2016年         | 08月07日       | 大須商店街           | 30       | 澳大利亞、 巴西、 加拿大、 中國、 丹麥、 芬蘭、 法國、 德國、 香港、 印度、 印尼、 意大利、 日本、 科威特、 馬來西亞、 墨西哥、 紐西蘭、 菲律賓、 俄羅斯、 葡萄牙、 新加坡、 韓國、 西班牙、 瑞典、 台灣、 泰國、 英國、 美國、 越南、 瑞士 |          |
| 2017年         | 08月05・06日   | 愛知藝術文化中心     | 34       | 澳大利亞、 巴西、 加拿大、 中國、 丹麥、 芬蘭、 法國、 德國、 香港、 印度、 印尼、 意大利、 日本、 科威特、 馬來西亞、 墨西哥、 紐西蘭、 菲律賓、 俄羅斯、 葡萄牙、 新加坡、 韓國、 西班牙、 瑞典、 台灣、 泰國、 英國、 美國、 越南、 比利時、 智利、 緬甸、 波多黎各、 瑞士、阿聯酋                                                                              |          |
| 2017年         | 08月06日       | 大須商店街           | 34       | 澳大利亞、 巴西、 加拿大、 中國、 丹麥、 芬蘭、 法國、 德國、 香港、 印度、 印尼、 意大利、 日本、 科威特、 馬來西亞、 墨西哥、 紐西蘭、 菲律賓、 俄羅斯、 葡萄牙、 新加坡、 韓國、 西班牙、 瑞典、 台灣、 泰國、 英國、 美國、 越南、 比利時、 智利、 緬甸、 波多黎各、 瑞士、阿聯酋                                                                              |          |
| 2018年         | 08月05日       | 愛知縣體育館         | 36       | 澳大利亞、 比利時、 巴西、 保加利亞、 智利、 加拿大、 中國、 哥斯達黎加、 丹麥、 芬蘭、 法國、 德國、 香港、 印度、 印尼、 意大利、 日本、 韓國、 科威特、 馬來西亞、 墨西哥、 緬甸、 紐西蘭、 菲律賓、波多黎各、 俄羅斯、 葡萄牙、 瑞典、 新加坡、 南非、 西班牙、 瑞士、 台灣、 泰國、阿聯酋、 英國、 美國、 越南                                                |          |
| 2018年         | 08月05日       | 大須商店街           | 36       | 澳大利亞、 比利時、 巴西、 保加利亞、 智利、 加拿大、 中國、 哥斯達黎加、 丹麥、 芬蘭、 法國、 德國、 香港、 印度、 印尼、 意大利、 日本、 韓國、 科威特、 馬來西亞、 墨西哥、 緬甸、 紐西蘭、 菲律賓、波多黎各、 俄羅斯、 葡萄牙、 瑞典、 新加坡、 南非、 西班牙、 瑞士、 台灣、 泰國、阿聯酋、 英國、 美國、 越南                                                |          |
| 2019年         | 07月027日      | 東京巨蛋城PRISM HALL | 40       | 澳大利亞、 奧地利、 比利時、 巴西、 保加利亞、 智利、 加拿大、 中國、 哥斯達黎加、 丹麥、 芬蘭、 法國、 德國、 香港、 印度、 印尼、 以色列、 意大利、 日本、 韓國、 科威特、 馬來西亞、 墨西哥、 緬甸、 紐西蘭、 菲律賓、波多黎各、 俄羅斯、 沙地阿拉伯、 葡萄牙、 瑞典、 新加坡、 南非、 西班牙、 瑞士、 台灣、 泰國、千里達和多巴哥、阿聯酋、 英國、 美國、 越南 |          |
| 2019年         | 08月03・04日   | 愛知藝術文化中心     | 40       | 澳大利亞、 奧地利、 比利時、 巴西、 保加利亞、 智利、 加拿大、 中國、 哥斯達黎加、 丹麥、 芬蘭、 法國、 德國、 香港、 印度、 印尼、 以色列、 意大利、 日本、 韓國、 科威特、 馬來西亞、 墨西哥、 緬甸、 紐西蘭、 菲律賓、波多黎各、 俄羅斯、 沙地阿拉伯、 葡萄牙、 瑞典、 新加坡、 南非、 西班牙、 瑞士、 台灣、 泰國、千里達和多巴哥、阿聯酋、 英國、 美國、 越南 |          |
| 2020年         | 網上活動       | 網上活動             | 網上活動 | 網上活動 | 網上活動 |

## 外部連結
- WORLD COSPLAY SUMMIT OFFICIAL SITE （页面存档备份，存于）（英文）
- 【公式】世界コスプレサミット | WORLD COSPLAY SUMMIT （页面存档备份，存于）（日語）